# Kanton Quarré-les-Tombes
Der Kanton Quarré-les-Tombes war bis 2015 ein französischer Wahlkreis im Arrondissement Avallon, im Département Yonne und in der Region Burgund; sein Hauptort war Quarré-les-Tombes. Vertreter im Generalrat des Départements war zuletzt von 2004 bis 2015 Dominique Hudry (DVD). 

## Gemeinden
Der Kanton bestand aus sieben Gemeinden:
| Gemeinde                 | Einwohner Jahr | Fläche km² | Bevölkerungsdichte | Code INSEE | Postleitzahl |
| ------------------------ | -------------- | ---------- | ------------------ | ---------- | ------------ |
| Beauvilliers             | 97 (2013)      | 6,21       | 16 Einw./km²       | 89032      | 89630        |
| Bussières                | 134 (2013)     | 11,62      | 12 Einw./km²       | 89058      | 89630        |
| Chastellux-sur-Cure      | 146 (2013)     | 10,55      | 14 Einw./km²       | 89089      | 89630        |
| Quarré-les-Tombes        | 705 (2013)     | 46,05      | 15 Einw./km²       | 89318      | 89630        |
| Saint-Brancher           | 314 (2013)     | 22,02      | 14 Einw./km²       | 89336      | 89630        |
| Saint-Germain-des-Champs | 372 (2013)     | 35,92      | 10 Einw./km²       | 89347      | 89630        |
| Saint-Léger-Vauban       | 387 (2013)     | 33,81      | 11 Einw./km²       | 89349      | 89630        |

## Bevölkerungsentwicklung
| 1962 | 1968 | 1975 | 1982 | 1990 | 1999 | 2006 |
| ---- | ---- | ---- | ---- | ---- | ---- | ---- |
| 3490 | 3073 | 2642 | 2379 | 2215 | 2211 | 2222 |